# Wallner-Linien
Wallner-Linien oder Wallner’sche Linien sind wellenförmige Interferenzlinien, die sich bei der Rißausbreitung in isotropen Materialien (wie zum Beispiel Glas) auf der Oberfläche des Risses bilden. Der Physiker Helmut Wallner (1910–1984) beschrieb diese Linien erstmals 1939 in der Zeitschrift für Physik. Er dokumentierte sie bei der Untersuchung des Biegebruchverhaltens von Glasstäben, die er 1938 am Werkstoffwissenschaftlichen Institut von Adolf G. Smekal in Halle durchgeführt hatte.

## Beschreibung
Wallner-Linien entstehen „durch das Zusammenwirken des primären Bruchvorgangs mit elastischen Störungswellen, die an Kerbstellen des Glases ausgelöst werden“. Die Ausbreitungsgeschwindigkeit der Störwellen ist dabei größer als die der primären Rissfront. Anhand der Wallner-Linien ist es möglich, die Geschwindigkeit der Rissausbreitung im Material zu bestimmen. Wallner-Linien auf Glasbruch gehören kriminaltechnisch zu den technischen Formspuren und werden heute mit Standardverfahren ausgewertet. Neuere Forschungen haben sich mit Wallner-Linien bei anderen isotropen Materialien beschäftigt, zum Beispiel bei Polymeren, Epoxidharzen, Wolfram oder kohlenstoffgefülltem Gummi.

## Verwendung des Begriffs in der Archäologie
Auch bei Steinwerkzeugen aus Obsidian oder sehr feinkörnigem Feuerstein können auf der Ventralfläche von Abschlägen Wallner-Linien auftreten. Diese sind jedoch nicht identisch mit den Rissfront-Wellen, bei geschlagenen Steinen Schlagwellen oder Wellenringe genannt, die sich exakt konzentrisch vom primären Impuls des Risses ausbreiten und meist gut zu sehen sind. Hier vertraten Frank Kerkhof und Hansjürgen Müller-Beck die Auffassung, dass der Ursprung bruchzeichnender elastischer Impulse bei der Herstellung von Abschlägen oft senkrecht über der Bruchfläche liegt, daher Bruchfront und Wallner-Linien identisch verlaufen. In diesem verallgemeinerten Sinne seien auch die Schlagwellen auf den Abschlägen als Wallner-Linien anzusehen. Von anderen Archäologen, vor allem im englischen Sprachraum, wird diese Verallgemeinerung nicht geteilt.